# اینوکنتیفکا (شهرستان آرخارینسکی، استان آمور)
اینوکنتیفکا (به لاتین: Innokentyevka) یک منطقهٔ مسکونی در روسیه است که در استان آمور واقع شده‌است.